# ICanDeliver
Deliver — новый вид транспортной компании, которая работает как электронный экспедитор.
Благодаря оцифровке большинства стандартных бизнес-процессов Deliver способен предложить своим клиентам:
- Низкие ставки на перевозки. По оценке существующих клиентов компании ставки Deliver на 3-5 процентов ниже среднерыночных.
- Большой объем доступного транспорта. К системе подключено более 3 тысяч активных транспортных средств, что позволяет компании закрывать как гарантированные, так и спотовые объемы, а также успешно выдерживать пиковые нагрузки в конце месяца, квартала или года.
- Исключительную безопасность перевозок. Deliver применяет собственную систему скоринга, которая оценивает потенциальных перевозчиков более чем по 100 параметрам.
- При этом Deliver берет на себя все финансовые и юридические риски перед грузовладельцем за SLA, порчу/кражу груза и прочие зоны ответственности традиционных экспедиторов.

Среди текущих клиентов Deliver такие компании, как: AbInBev, P&G, Lenta, Черкизово, Мираторг, Объединенные кондитеры и другие крупные производители и ритейлеры, работающие на российском рынке.
Большинство перевозок Deliver выполняет в крупные сетевые РЦ и прекрасно знакомы со всеми требованиями по качеству работы.

## Технология
Технологическая платформа Deliver автоматизирует процесс заказа транспорта, подбора и проверки перевозчика, а также электронный документооборот.
Deliver является далеко не первым в России сервисом, применившим принцип уберизации к грузоперевозкам.